# جووانی بوکاچو
جووانی بوکاچو (به ایتالیایی: Giovanni Boccaccio) (ایتالیایی: [dʒoˈvanni bokˈkattʃo] (زاده ۱۶ ژوئن ۱۳۱۳ – درگذشته ۲۱ دسامبر ۱۳۷۵) یکی از چهره‌های برجسته تاریخ ادبیات ایتالیا بود. او را در کنار دانته یکی از اصلاح‌گران زبان ایتالیایی می‌دانند. بوکاچو همچنین از مقامات دولتی فلورانس بود و فضای بسیاری از داستان‌هایش در این شهر می‌گذرد.
شهرت بوکاچو نشأت گرفته از مجموعه قصه‌هایی است که او در کتاب بسیار معروف خود دکامرون گردهم آورده‌است. بوکاچو بنا به گفته خودش قصه‌نویسی را از هفت سالگی آغاز کرد و در طول عمر خود شیفته مسافرت و تفحص در آداب و رسوم و روحیات مردم بود. زمان تولد او برابر بود با حکومت ایلخانان در ایران زمان مرگ او برابر بود با حکومت تیموریان در ایران

## زندگی
در جوانی به نجوم علاقه‌مند شد و مدتی به زبان یونانی این علم را آموخت تا اینکه به نویسندگی روی آورد. وی در جوانی منظومه شکار دایانا در «۱۸بند» و داستان فیلوکولو در هفت جلد را پدیدآورد و به دنیای ادب راه یافت. جووانی بوکاچو همچنین مدتی در عرصه سیاست هم مشغول شد. با این حال بوکاچو پس از نگارش کتاب دکامرون به شهرت رسید و این اثر بود که پایه‌های افتخار و محبوبیت را برای بوکاچو به وجود آورد. داستان‌هایی که در کتاب دکامرون موجود هست به‌طوریست که در ادبیات آینده اروپا تأثیری ژرف نهاد.
جووانی بوکاچو فردیست که کلمه الهی را به کتاب کمدی اثر دانته آلیگیری اضافه کرد؛ و نام کمدی الهی را به عرصه ادبیات آورد.
وی شاعر هم عصر دانته بود.

## مرگ
جووانی بوکاچو سر انجام در ۲۲ دسامبر ۱۳۷۵ در حالی که ۶۲ بهار از عمرش گذشت بود درگذشت و جهان را تنها گذاشت.

## آثار
- شکار دیانا (۳۷–۱۳۳۴)
- فیلوستراسو (۴۰ یا ۱۳۳۵)
- فیلوکولو (۳۹–۱۳۳۶)
- دکامرون (۵۲–۱۳۴۹)
- رساله‌ای در سرودهای دانته (۱۳۵۷)
- کورباتچو (حدود ۱۳۶۵)
- تزئیدا (تسیدا)
- رؤیای عاشقانه
- آمدتو
- دربارهٔ زنان نامی
- فیامتا
- تبارشناسیِ خدایان دوره شرک (خدایانِ پِگان)
- ترانه‌های شبانی
- نامه تسلیت‌آمیز به پینو دوروسی

از آثار دیگر بوکاچو: زندگی دانته، عاشق در معبد